# 安室透
安室 透（あむろ とおる）は、『週刊少年サンデー』連載の青山剛昌の漫画『名探偵コナン』およびそれを原作としたメディアミックス群に登場する、架空の人物。本名は降谷 零（ふるや れい）。

## 概要
年齢は29歳。独身。右利き。
本職は公安警察の頂点・警察庁警備局警備企画課（ゼロ）に所属する警察官。階級は警部。部署内での役職は不明。公安警察の立場上、表立って捜査に参加できないため、目暮警部などの警視庁捜査一課の面々には同じ警察官であることを知られていない。
「安室透」としての表の顔は私立探偵で、喫茶店「ポアロ」にてアルバイトしながら毛利小五郎に弟子入りする形で江戸川コナンたちと接点を持つようになる。「安室透」名義で黒ずくめの組織にも潜入捜査を行っており、バーボンというコードネームを得て「探り屋」として活動している。公安警察の「降谷零」、私立探偵の「安室透」、黒の組織の「バーボン」という3つの顔を持つことから、作中キャラクターの解説では「トリプルフェイス」とも称されている。
警視庁警察学校での成績は常にトップの優等生であったことが元捜査一課刑事の伊達航の口から語られており、単行本第92巻収録の年表では、警察学校を首席で卒業している可能性が示されている。伊達とはその時の同期で、長らく音信不通でありながらも、互いを気にかける友人同士であった。また、殉職した元捜査一課刑事にして爆発物処理班に所属していた経歴を持つ松田陣平とも警察学校時代の友人で、彼に爆弾解体の方法を教えられている。このほか、萩原研二、諸伏景光も警察学校時代の同期であり、当時の5人のエピソードが『名探偵コナン 警察学校編 Wild Police Story』などで描かれている。
世良真純からは「どこかで会った事ないか？」などと度々尋ねられているが、「今日が初めて」「人違い」と一蹴している。佐藤美和子からも同様に既視感を持たれている。怪盗キッドとは2度遭遇したことがあり、素顔のキッドとの初対面時に「君のその感じ…どこかで会った気がするんだが…」と呟いている。
「あの方」とベルモットの間に「重大な関係」がある事実を突き止めており、この「重大な関係」を組織内に知られるのはベルモットにとって不都合であることから、それを利用して彼女に個人的な取引を何度か行っている。
生前の宮野厚司、エレーナ、明美とも面識があり、ベルツリー急行でシェリー（正確にはキッドの変装）と対面した際には、「さすがヘル・エンジェル（エレーナ）の娘さんだ…よく似てらっしゃる…」と声をかけていた。女医であるエレーナは初恋の相手で、彼女からは「零（）くん」と呼ばれており、エレーナに会うために故意に負傷して彼女の病院を訪れていた。降谷が警察官を目指すようになった理由は、失踪したエレーナを探すためである。
公安の研修の一環として見せられた未解決事件の捜査資料の中に羽田浩司殺害事件の資料があったことから、唯一紛失している証拠品である傷のついた角行の駒のことを知っており、若狭留美が落とした駒（角行）を見て同事件の実行犯がいると察し、以降も若狭のことを気にかけている。
スピンオフ作品『名探偵コナン ゼロの日常』では主人公を担当。
名前は『機動戦士ガンダム』の登場人物であるアムロ・レイとその担当声優である古谷徹（ふるや とおる）にちなんでおり、声優にも古谷が起用された。これは、原作者の青山剛昌が『機動戦士ガンダム』の大ファンだったことが理由だという（赤井秀一も同様）。

## 人物
髪は金色で、肌は褐色。宮野エレーナにはハーフと認識されており、本人も否定していない。ポアロの店員として、女子高生を中心に多数の女性ファンがいるという。
一人称は基本的に「僕」だが、感情的になると「俺」になる場合があるほか、沖矢と対峙した際には「私」も使用している。
情報収集・洞察に長けた切れ者で、赤井秀一からも「敵に回したくない男の一人」と評される。特に知識は科学的、医学的なものを含めてかなり豊富である他、ロシア語も日常会話程度なら話せる。また、盗聴器の発見やピッキング、ナンバープレートによる車種の特定なども簡単にこなしている。話術も巧みで、何気ない会話から相手を心理的に誘導して情報を収集する姿が散見される。趣味のボクシングは、犯人を一撃で失神させるほどの腕前である。料理も上手で、アニメでは「ポアロ」での勤務中に作ったハムサンドの美味しさがパン屋の男性（声 - 坪井智浩）に着目され、その作り方を知りたいという熱意のあまり尾行までされた。真相を知った際には、安価な食材と一工夫で済む作り方を本職さながらの手際で教授した。一方、自分の力を過信してしまう側面も持っており、警察学校時代の伊達からは「無茶をして死んでるかも」と心配されていた。負けず嫌いな面があり、キッドに挑発され、むきになって非番中の風見を呼び出した事もある。
愛車は白のマツダ・RX-7 (FD3S)。ナンバーは「新宿330 と7310」。

## 人間関係

### 赤井秀一との関係
赤井秀一とは彼の潜入捜査中からのライバルで、彼を「あれ程の男」と認めてもいたが、同僚にして盟友であるスコッチ（諸伏景光）の死をきっかけに、彼を自殺に追い込んだ赤井やFBIのことを憎むようになる。
赤井の死が黒ずくめの組織に確認された後もその情報を信じようとはせず、「あの方」の許可を得た上でベルモットの協力を取り付け、独自の調査で赤井の生存を確信し、工藤邸に乗り込んで沖矢昴を追及した。しかし、赤井本人やコナンと彼らの協力者たち（工藤優作・工藤有希子・阿笠博士）の策略によって「赤井と沖矢が同一人物である」という推理を覆された上に、赤井に自らの正体を看破されてしまった。

### コナンとの関係
赤井の生存を追及する過程で、小五郎や警察関係者を事件の真相へ誘導するコナンに興味を持ち始め、「恐ろしい男」だと認識するまでに至る。また、コナンが腕時計型麻酔銃を小五郎に撃とうとしている瞬間を目撃したことから、「眠りの小五郎」のトリックを見破っており、コナンの推理力を認め一人の探偵として対等に接している。コナンから黒の組織について尋ねられた際にも断片的に情報を与えている。
7年前の警察学校時代には、幼少期の工藤新一と毛利蘭に出会い、共にある事件を解決している。現在で再会してからは、長らくコナンの正体を突き止めるまでには至っていなかったが、コナンが事件の関係者にしか知りえないことを口走ってしまったことから、彼の正体が工藤新一であることを確信する。
劇場版ではコナンの捜査能力を頼りにする傾向が高く、第22作『ゼロの執行人』では、偽造した証拠で小五郎を容疑者に仕立て上げることでコナンを捜査協力に駆り立たせたほか、第25作『ハロウィンの花嫁』でも、自身に着けられた首輪爆弾を解除し犯人を逮捕するため、警察学校の同期4人と共に遭遇した過去の爆弾事件について情報を開示し、捜査協力を依頼している。また、第26作『黒鉄の魚影』では、バーボンとして得た黒ずくめの組織の動向をコナンに教えることで事件の捜査及び組織の作戦妨害に役立てている。

## 担当声優
- 古谷徹（第667話 - 第1110話、劇場版第20作 - 第26作）[30]
- 草尾毅（第1150話 - 、劇場版第28作 - ）[31]
- 伊瀬茉莉也（幼少期：第953話以降）

上述の通り、名前およびキャラクターは『機動戦士ガンダム』の登場人物であるアムロ・レイと演じた古谷にちなんでおり、安室の愛車のナンバー「新宿330 と7310」は古谷の誕生日（7月31日）に当たる。
古谷は劇場版第20作『純黒の悪夢』公開時のインタビューで、キャラクター名に自身の本名が入っていることを嬉しく思う旨を原作者の青山剛昌に直接伝えたと語っている。また、青山も古谷との対談で「ぜひ声を大切に。もうあなたがいないと成り立たないキャラなんで」と直接伝えていた。
2024年6月22日、古谷の降板が決定した。週刊文春が報じる私生活での問題を事実と認めたことが発端となり、古谷本人と所属事務所の青二プロダクションから「直接的に著しく作品及びキャラクターのイメージを傷つけてしまった」と出演の辞退を申し入れたという。『名探偵コナン』を制作・放送する読売テレビはこの件に関して、関係各社や原作側と長い時間を要して協議した結果、この申し入れを受ける決定に至った旨の声明を発表しており、「発覚した事案については、我々としても大変重く受け止め、遺憾に思っている」とした上で「今回の決定についても、そしてその過程についても、様々なご意見があることは承知しており、その一つ一つにお答えできないことは大変心苦しいですが、我々は名探偵コナンをこれからも多くの方に楽しんでいただくために全力で取り組み、皆様のご理解を頂けるように努めてまいります」とコメントしている。
2025年1月18日、放送された第1150話「怪盗キッドと王冠マジック（前編）」のエンディングクレジットで後任が草尾となったことが判明。その後、同年2月26日に公式サイトにて後任が草尾であることが正式に発表された。

## 反響・評価
安室は女性ファンからの人気が高く、彼女らは「安室の女」と呼ばれている。劇場版第22作『ゼロの執行人』を鑑賞して安室を「（興行収入）100億の男」にしたいとの動きや、降谷姓のハンコが多数売れるといった現象も起きた。ライターの檜原聖司は、「安室登場以前にはいなかったようなキャラであることや、女性の影がなくて安心して好きになれる」という見方を取り上げている。『おたぽる』は、2005年に『コナン』の二次創作の同人誌を巡ってサークルと小学館にトラブルがあったときとは違い、安室の人気で大きく変化した週刊少年サンデー編集部側が同人誌について肯定的に言及したりするウェルカムな姿勢に賛同した。『東京新聞』は人気の核の1つは腐女子、漫画評論家・同人誌研究家の三崎尚人は劇場版第20作『純黒の悪夢』が話題になったことによって安室と赤井が魅力的な脇役として同人界隈でも沸き、須川亜紀子は全員がボーイズラブを好んでいるわけではなく多層的な見方でツボを押さえ、キャスティングも含めて『機動戦士ガンダム』のアムロ・レイとシャア・アズナブルの関係を連想させると評している。
『アニメ！アニメ！』は人気の理由に見た目の良さに加え「料理、車の運転、テニス、ギターの演奏、ボクシング」を完璧にこなす超人で、裏の顔を持つ「トリプルフェイス」が心をくすぐると分析している。近藤智子は、盗聴、尾行、ピッキング、爆弾解体もお手のものな安室だが、「赤井秀一が目の前に現れると感情をむき出し、冷静さに欠ける一面」が「愛しいポイント」で、『純黒の悪夢』での赤井との格闘シーンが大きな話題となって2人とも人気が不動のものとなり、トリプルフェイスに加えて警察学校時代の「同期4人がすでに殉職している」過去に「ファンの胸が締め付けられてしまいます」と語っている。
宮崎栞は、初登場の事件で頼りないウェイター、イヤミな探偵、小五郎の弟子として慕う好青年の3つの異なる顔を見せ、「その全てが『降谷零』〔の〕持つ目的のための演技だったと思うと、彼の底の知れなさ」にヒヤリとさせられ、トリプルフェイスなこの男は「一人で三倍、いや三乗の魅力を持つ男」だと評した。
小新井涼は、安室はミステリアスさなどから元々女性人気が高かったが、『ゼロの執行人』終盤における彼女の存在の有無に対する安室の回答は「多くの新たな女性を安室の女にした」と指摘し、同作を繰り返し鑑賞させたことがヒットにつながった一因で、それはまさに「国民の義務」「納税」みたいなものだと言い表したほか、『純黒の悪夢』から間を置き、人気が落ち着くと女性向けジャンルではそれ以上の盛り上がりは困難だが、それを打破したのも安室のおかげだと評している。
アニメ流行語大賞2018においては、「安室透」が金賞（第1位）を受賞し、「安室の女」が銀賞（第2位）を受賞した。また、雑誌『ダ・ヴィンチ』2020年6月号で実施された「読者にしあわせを与えてくれたキャラ」ランキングでは、1位を獲得した。